# العلاقات اليونانية الكرواتية
العلاقات اليونانية الكرواتية هي العلاقات الثنائية التي تجمع بين اليونان وكرواتيا.

## مقارنة بين البلدين
هذه مقارنة عامة ومرجعية للدولتين:
| وجه المقارنة                                              | اليونان                                                                             | كرواتيا                                                  |
| --------------------------------------------------------- | ----------------------------------------------------------------------------------- | -------------------------------------------------------- |
| المساحة (كم2)                                             | 131.96 ألف                                                                          | 56.59 ألف                                                |
| عدد السكان (نسمة)                                         | 10.76 مليون                                                                         | 4.11 مليون                                               |
| الكثافة السكانية (ن./كم²)                                 | 81.54                                                                               | 72.63                                                    |
| العاصمة                                                   | أثينا، نافبليو                                                                      | زغرب                                                     |
| اللغة الرسمية                                             | لغة يونانية، اليونانية الديموطيقية ‏                                                 | اللغة الكرواتية                                          |
| العملة                                                    | يورو، دراخما، فينيكس يوناني ‏                                                        | كونا كرواتية                                             |
| الناتج المحلي الإجمالي (بليون دولار)                      | 200.29 مليار                                                                        | 54.85 مليار                                              |
| الناتج المحلي الإجمالي (تعادل القوة الشرائية) بليون دولار | 285.45 مليار                                                                        | 94.64 مليار                                              |
| الناتج المحلي الإجمالي الاسمي للفرد دولار أمريكي          | 18.00 ألف                                                                           | 11.54 ألف                                                |
| الناتج المحلي الإجمالي للفرد دولار أمريكي                 | 26.85 ألف                                                                           | 21.64 ألف                                                |
| مؤشر التنمية البشرية                                      | 0.865                                                                               | 0.818                                                    |
| رمز المكالمات الدولي                                      | +30                                                                                 | +385                                                     |
| رمز الإنترنت                                              | .gr                                                                                 | .hr                                                      |
| المنطقة الزمنية                                           | توقيت شرق أوروبا، ت ع م+02:00، ت ع م+03:00، توقيت شرق أوروبا الصيفي ‏، أوروبا/أثينا ‏ | توقيت وسط أوروبا، ت ع م+01:00، ت ع م+02:00، أوروبا/زغرب ‏ |

## مدن متوأمة
في ما يلي قائمة باتفاقيات التوأمة بين مدن يونانية وكرواتية:
- ترتبط باتراس مع سبليت باتفاقية توأمة منذ 10 سبتمبر 2013.[17][17][17][17]

## منظمات دولية مشتركة
يشترك البلدان في عضوية مجموعة من المنظمات الدولية، منها:
| علم المنظمة | اسم المنظمة                               | تاريخ انضمام اليونان | تاريخ انضمام كرواتيا |
| ----------- | ----------------------------------------- | -------------------- | -------------------- |
|             | الاتحاد الأوروبي                          | 1981                 | 1 يوليو 2013         |
|             | وكالة ضمان الاستثمار متعدد الأطراف        | 30 أغسطس 1993        | 19 مارس 1993         |
|             | الأمم المتحدة                             | 25 أكتوبر 1945       | 22 مايو 1992         |
|             | الفريق المعني برصد الأرض                  | ?                    | ?                    |
|             | منظمة حظر الأسلحة الكيميائية              | ?                    | ?                    |
|             | منظمة التجارة العالمية                    | 1995                 | ?                    |
|             | منظمة الشرطة الجنائية الدولية             | ?                    | ?                    |
|             | منظمة الأمن والتعاون في أوروبا            | 25 يونيو 1973        | 24 مارس 1992         |
|             | مؤسسة التنمية الدولية                     | 9 يناير 1962         | 25 فبراير 1993       |
|             | حلف شمال الأطلسي                          | 18 فبراير 1952       | 1 أبريل 2009         |
|             | يونسكو                                    | 4 نوفمبر 1946        | 1 يونيو 1992         |
|             | مجلس أوروبا                               | 9 أغسطس 1949         | ?                    |
|             | الاتحاد البريدي العالمي                   | ?                    | ?                    |
|             | البنك الدولي للإنشاء والتعمير             | 27 ديسمبر 1945       | 25 فبراير 1993       |
|             | اتفاقية السماوات المفتوحة                 | ?                    | ?                    |
|             | المنظمة الهيدروغرافية الدولية             | ?                    | ?                    |
|             | الاتحاد الدولي للاتصالات                  | 1866                 | 3 يونيو 1992         |
|             | مؤسسة التمويل الدولية                     | 26 سبتمبر 1957       | 25 فبراير 1993       |
|             | المنظمة الأوروبية لسلامة الملاحة الجوية   | 1988                 | 1997                 |
|             | المركز الدولي لتسوية المنازعات الاستشارية | 21 مايو 1969         | 22 أكتوبر 1998       |
|             | مجموعة أستراليا                           | 1985                 | 2007                 |
|             | مجموعة الموردين النوويين                  | ?                    | ?                    |

## وصلات خارجية
- موقع وزارة الخارجية اليونانية
- موقع وزارة الخارجية الكرواتية